# Dorling Kindersley
Pour les articles homonymes, voir Kindersley (homonymie).
Dorling Kindersley (DK) est une maison d'édition internationale, filiale de Penguin Random House, d'origine britannique. Fondée par  Christopher Dorling et Peter Kindersley en 1974, ce n'est qu'en 1982 que l'entreprise entre en édition jeunesse et adulte avec des ouvrages documentaires.

## Description
Les documentaires DK innovent par une mise en page très visuelle : les ouvrages sont structurés selon l'unité de la double page, laquelle se compose de courts textes illustrés par de nombreuses photographies. La formule rencontrant un grand succès, elle est exportée dans de nombreux pays. En France l'éditeur Gallimard, influencé par la conception des documentaires DK, lance en 1986 la collection Découvertes, puis s'associe avec DK en 1988 pour produire la collection les Yeux de la Découverte.
Les ouvrages sont généralement considérés comme des livres de qualité, leur texte étant signé par des auteurs reconnus. Plusieurs reproches sont pourtant adressés par la critique à la maison d'édition :
- l'« anglo-centrisme » ; même si les textes sont traduits en français, les photographies restent marquées par l'origine de leur prise de vue ;
- le choix de la maquette « éclatée » conduit à l'abandon du texte linéaire donc du « lien qui fonde le tout [...]. Qui donne seul du sens. Or, ce lien, pour être mis en évidence, doit être écrit. »[2]

## Marques

### BradyGames
BradyGames est une maison d'édition américaine exerçant son activité en tant que marque de DK, qui est spécialisée dans les publications de guides pratiques pour jeux vidéo sur diverses plates-formes. Le premier guide stratégique a été publié en 1993 et l'entreprise a progressivement évolué jusqu'à publier 90 à 100 guides par an.